# (1079) Mimosa
(1079) Mimosa és un asteroide pertanyent al cinturó d'asteroides descobert per Georges Achille van Biesbroeck des de l'observatori Yerkes de Williams Bay, Estats Units, el 14 de gener de 1927.
Inicialment es va designar com 1927 AD. Més endavant va ser anomenat per les mimoses, una planta de la família de les lleguminoses.
Mimosa orbita a una distància mitjana de 2,876 ua del Sol, podent acostar-se fins a 2,738 ua i allunyar-se'n fins a 3,014 ua. Té una inclinació orbital de 1,178° i una excentricitat de 0,04798. Triga a completar una òrbita al voltant del Sol 1781 dies.
Mimosa forma part de la família asteroidal de Coronis.